# Dêmqog
Koordinaten: 32° 36′ N, 79° 24′ O
Dêmqog oder Demchok (chinesisch 典角村, Pinyin Diǎnjué Cūn oder 碟穆绰克,  Diémùchuòkè) ist ein Dorf einerseits im Autonomen Gebiet Tibet der Volksrepublik China, in der Gemeinde Zhaxigang 扎西岗乡 im Kreis Gar 噶尔县 des Regierungsbezirks Ngari am Oberlauf des Indus (Sênggê Zangbo), anderseits im Distrikt Leh in Ladakh, Teil des indischen Unionsterritoriums Ladakh. Durch den Ort verläuft die Line of Actual Control (LAC). Die Ortschaft hat etwa 150 Einwohner. Im chinesischen Ortsteil stehen lediglich 2 Häuser sowie militärische Einrichtungen und ein künftiger Marktplatz.

## Disput
Völkerrechtlich ist das Dorf bzw. seine Überbleibsel zwischen dem indischen Unionsterritorium Ladakh und dem tibetischen Regierungsbezirk Ngari umstritten. Es wurde 1962 im Zuge des Indisch-Chinesischen Krieges von Truppen der Volksbefreiungsarmee besetzt. Obwohl die Volksrepublik China nach wie vor das gesamte Demchok-Tal beansprucht, steht nur ein kleiner Teil des Geländes unter chinesischer Kontrolle (entlang der LAC). Der chinesische Ortsteil ist nur mehr von Tibet aus, von einer Nebenstraße der Nationalstraße 219 – einer der Hauptgründe für den Grenzkrieg –, zu erreichen. Es gibt jedoch Bestrebungen, die alte Handelsroute durch das Tal als versöhnliche politische Geste wiederzubeleben und Pilgern und Händlern einen Durchweg nach Tibet zu gestatten, indem ein fehlendes Straßenstück an der LAC ergänzt werden soll. Nach indischen Angaben sei das chinesische Straßenstück in miserablem Zustand. Der Straßenausbau auf indischer Seite wurde aber 2009 plötzlich durch China gestoppt, nachdem es Indien vorgeworfen hatte, auf chinesischem Territorium zu agieren, da die Volksrepublik schließlich das ganze Tal beansprucht.

## New Demchok
Etwa ein Kilometer nordwestlich liegt der indische Ortsteil New Demchok, oft nur Demchok genannt. Es handelt sich dabei um 22 Häuser (von insgesamt 24), die auf indischer Seite der LAC liegen. Es wurde großteils neu angelegt, damit die Talbewohner nicht vom restlichen indischen Territorium isoliert werden würden.